# Radio Kaszëbë
Radio Kaszëbë – regionalna rozgłośnia radiowa, mająca swoją redakcję w Gdyni (wcześniej radio mieściło się w Rumi, a na samym początku we Władysławowie), która rozpoczęła nadawanie 18 grudnia 2004 roku. Koncesjonariuszem i założycielem jest Stowarzyszenie Ziemia Pucka.
Misją Radia Kaszëbë jest budowanie lokalnych więzi wśród mieszkańców Pomorza poprzez kulturowo-etniczną integrację społeczności kaszubskiej. Ze swoim całodobowym programem dociera do ponad 860 tysięcy potencjalnych słuchaczy od Helu przez Lębork i Łebę po Kościerzynę.
Radio Kaszëbë to stacja informacyjno-muzyczna nadająca audycje w dwóch językach: po polsku i kaszubsku. Silną pozycję w ramówce stacji mają cogodzinne serwisy informacyjne Klëka. Program zawiera także audycje z muzyką biesiadną i pozdrowieniami oraz konkursy antenowe.
W sezonie letnim w ramach prowadzonego na żywo studia plenerowego Radio Kaszëbë odwiedza najciekawsze miejsca i wydarzenia na Kaszubach. Stacja realizuje również projekty dotyczące twórczości muzycznej w języku kaszubskim.

## Emisja
Radio nadaje na następujących częstotliwościach:
- 92,3 MHz – RTCN Chwaszczyno koło Gdyni (ERP 2 kW)
- 98,9 MHz – RkCO Rekowo koło Redy (ERP 2 kW)
- 90,1 MHz – RSN Kościerzyna, ul. Sienkiewicza (ERP 1 kW)
- 106,1 MHz – Hel, marina (ERP 1 kW)
- 94,9 MHz – Czarnówko koło Lęborka (ERP 0,5 kW)
- 104,5 MHz – Bytów Udorpie (ERP 0,5 kW)
- 102,6 MHz - Wejherowo *Spacerowa* (ERP 0,1 kW) - częstotliwość doświetlająca
- 100,7 MHz – Chojnice *Bazylika Mniejsza* (ERP 1 kW)

Od 30 lipca 2010 do 1 grudnia 2011 było dostępne również z satelity Hot Bird 9
- pozycja: 13° E
- częstotliwość odbiorcza: 11,320 GHz
- polaryzacja: pionowa (V)
- FEC: 3/4
- SR: 27500
- audio PID: 1228
- jakość dźwięku: 192 kb/s
- kodowanie: brak